# Línea Framingham/Worcester
La Línea Framingham/Worcester (en inglés: Framingham/Worcester Line) es una de las doce líneas del Tren de Cercanías de Boston. La línea opera entre las estaciones Estación del Sur y en Worcester, iniciando desde Boston, Massachusetts a Worcester, Massachusetts.